# Драган Ковач
Драган Ковач (Коњиц, ФНРЈ, 1956) српски је љекар и књижевник.

## Биографија
Рођен је 1956. године у Коњицу. Основну школу и гимназију похађао је у Требињу. Медицински факултет, специјализацију из ургентне медицине и постдипломске студије из кардиологије завршио је у Сарајеву, гдје је 1989. године магистрирао о теми: "Спасоносна примјена адреналина у ургентним случајевима". На Медицинском факултету у Београду докторирао је 1990. године о теми: "Кардиопулмонално-церебрална реанимација у прехоспиталним условима као важан фактор преживљавања".
Оснивач је модерне Службе хитне медицинске помоћи у Требињу и Подгорици. Директор Дома здравља у Требињу био је у два наврата, а обављао је и функцију декана Академије ликовних умјетности у Требињу. У земљи и иностранству објавио је више од 30 стручних радова.
Коаутор је два универзитетска уџбеника за студенте ликовних академија.
У пензији је од априла 2021.
Живи у Требињу, Република Српска.
Прозу пише од 2013. године. 
Члан је Удружења књижевника Републике Српске и Удружења књижевника Србије.